# 緋月ゆい
緋月 ゆい（ひづき ゆい。1月25日 - ）は、日本のバーチャルYouTuberで、アニソン歌手。Neo-Porte所属。

## 人物
Neo-Porteの1期生として、2022年3月23日にデビュー。キャラクターデザイン兼モデリングサポートは巻羊、モデリングデザインは星犬うめきち。身長163cm、設定年齢は22歳。ペンギンのキャラクター「ポセイドン」を胸ポケットに入れる服装で、内気な人見知り女子大生のはず…だが、性格は豪快な笑い声が特徴のオタクギャル。Youtuberとしては、Apex LegendsやVALORANT等の交流系ゲーム実況プレイ配信を中心に、雑談配信を行ったり、歌ってみた動画をアップロードしている。
2022年8月12日、星街すいせいDJのラジオ番組『ぶいあーる!〜VTuberの音楽Radio〜』(NHK-FM)に地上波メディア初ゲスト出演。
Vtuberデビュー11ヶ月目の2023年2月22日、CDシングル「Feel the Winds」でポニーキャニオンよりメジャーデビュー。

## 作品

### シングル
| 発売日         | タイトル           | 規格品番                                          | 収録曲              | 備考 |
| -------------- | ------------------ | ------------------------------------------------- | ------------------- | --- |
| 2023年2月22日  | Feel the Winds     | PCCG.70508（通常盤） SCCG.00125（きゃにめ限定盤） | Feel the Winds 閃響 | TVアニメ『異世界のんびり農家』（テレビ東京）エンディングテーマ                                                          |
| 2023年11月22日 | イケナイエトランゼ | PCCG.70527（通常盤） SCCG.00148（きゃにめ盤）     |                     | きゃにめ盤（CD＋アクリルスタンド） TVアニメ『婚約破棄された令嬢を拾った俺が、イケナイことを教え込む』オープニングテーマ |

## 主な出演

### ライブ
- 「ANISAMA V神 2024」（2024年12月15日、SPWN）[9]

## 関連人物
- 藍沢エマ（ぶいすぽっ!）